# 県庁前停留場 (高知県)
県庁前停留場（けんちょうまえていりゅうじょう）は、高知県高知市本町にあるとさでん交通伊野線の路面電車停留場。高知市役所も近いことから、「県庁・市役所前」と案内される場合がある。

## 歴史
当停留場は1904年（明治37年）、とさでん交通の前身である土佐電気鉄道によって路線が開通したのに合わせて開業した。当時の停留場名は本町上一丁目停留場（ほんまちかみいっちょうめていりゅうじょう）で、県庁前停留場に改称した時期については不詳である。

### 年表
- 1904年（明治37年）5月2日：土佐電気鉄道本町線の開業に合わせて、本町上一丁目停留場として開業[1]。
- 時期不詳：県庁前停留場に改称[3]。
- 2014年（平成26年）10月1日：土佐電気鉄道が高知県交通・土佐電ドリームサービスと経営統合し、とさでん交通が発足[4]。とさでん交通の停留場となる。

## 停留場構造

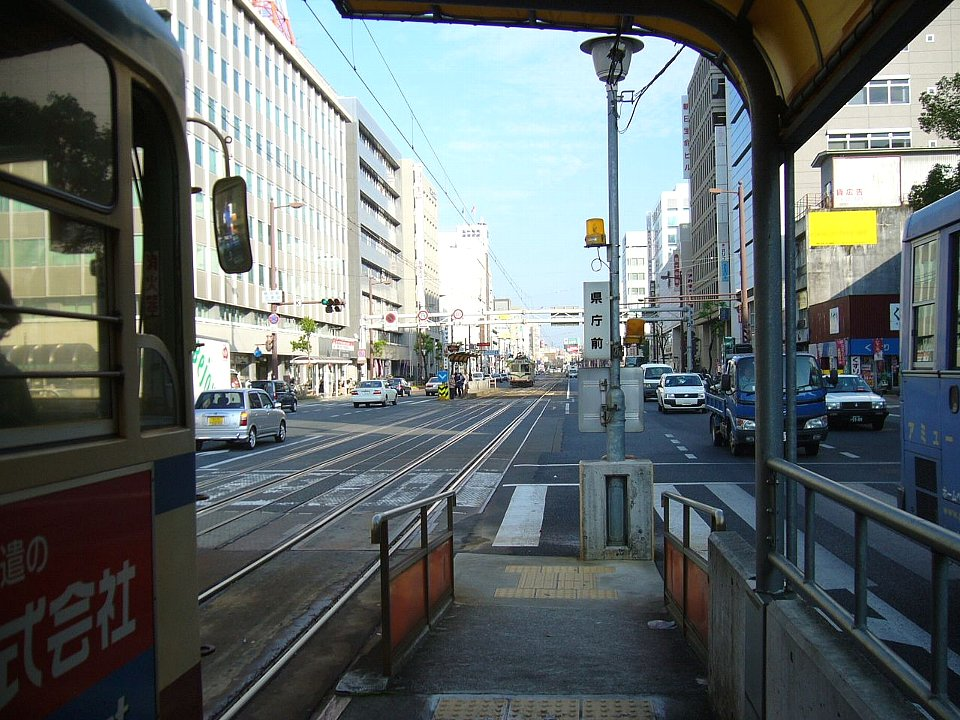
伊野方面行きホームからはりまや橋方面を望む

県庁前停留場は伊野線の併用軌道区間にあり、道路上にホームが設けられている。ホームは2面あり、東西方向に伸びる2本の線路を挟み込むように配されているが、互いのホーム位置は東西方向にずれている。東にあるのがはりまや橋方面行きのホーム、西にあるのが伊野方面行きのホームである。

## 停留場周辺
停留場は電車通りと南北の通りが交わる交差点に置かれている。交差点からは高知城の天守閣を望むことができ、隣の高知城前停留場が1978年に公園通停留場から改称する前は、高知城を訪れる観光客が当停留場で下車することが多かった。交差点より北の通り沿いには、高知県庁をはじめ高知市役所など官公庁の建物が立ち並ぶ。通りの南端は鏡川の土手にあたり、河畔には山内神社や旧山内家下屋敷長屋がある。
- 高知地方合同庁舎
  - 高知行政評価事務所
  - 高知地方気象台
  - 中国四国農政局高知支局
- 高知県立県民文化ホール
- 国道32号・国道33号 - 県庁前交差点が32号の終点、33号の起点となっている。
- エフエム高知
- 四国電力高知支店
- 高知銀行本町支店・県庁支店
- 四国労働金庫高知支店
- 阿波銀行高知支店
- 高知新聞社
- キタムラ高知事務所（登記上の本店）
- 高知三翠園温泉
- 県庁前バス停留所

## 隣の停留場
とさでん交通
伊野線
高知城前停留場 - 県庁前停留場 - グランド通停留場